# کد-شعر
کد-شعر (انگلیسی: Code poetry) صورتی ادبیاتی است که مفاهیم شعر کلاسیک و کد منبع را در هم می آمیزد. برخلاف شعر دیجیتال که به طور برجسته از رایانه‌های فیزیکی استفاده می کند، شعرهای کد ممکن است از طریق باینری‌های اجرایی اجرا شوند یا نباشند. یک شعر رمزی ممکن است تعاملی یا ایستا، دیجیتال یا آنالوگ باشد. اشعار رمزی را می توان توسط رایانه یا انسان از طریق گفتار و متن نوشتاری اجرا کرد.